# Општина Бребу (Караш-Северин)
Бребу (рум. Brebu) општина је у Румунији у округу Караш-Северин.
Oпштина се налази на надморској висини од 243 m.